# NGC 7649
NGC 7649 (другие обозначения — IC 1487, PGC 71343, UGC 12579, MCG 2-59-35, ZWG 431.54) — эллиптическая галактика (E) в созвездии Пегас.
Этот объект входит в число перечисленных в оригинальной редакции «Нового общего каталога».